# MTV Base
MTV Base était une chaîne de télévision musicale appartenant à MTV Networks UK lancée le 1er juillet 1999.
D'abord diffusée en Europe, elle a été remplacée par MTV Dance en dehors du Royaume-Uni et de l'Irlande le 7 mars 2008.

## Histoire
Le 21 décembre 2007 une version française a été lancée. Même après son lancement la version anglaise restera diffusé jusqu'au 7 mars.
Le 7 mars 2008, MTV Base cesse sa diffusion en dehors du Royaume-Uni et de l'Irlande et est remplacée par MTV Dance. Sur CanalSat elle est remplacée par VH1 Classic.
Elle change avec toutes les autres chaînes MTV d'Europe son logo le 1er juillet 2011. Les lettres avec le petit rectangle en dessous du logo est modifié encore avec toutes les autres chaînes MTV d'Europe le 1er octobre 2013 et le 5 avril 2017 la couleur du logo MTV devient le même que le rectangle.
MTV Base a été remplacé par MTV 90s, le 31 mars 2022.

## Logos

2001 – 2007
2007 – 2010
2010 – 2011
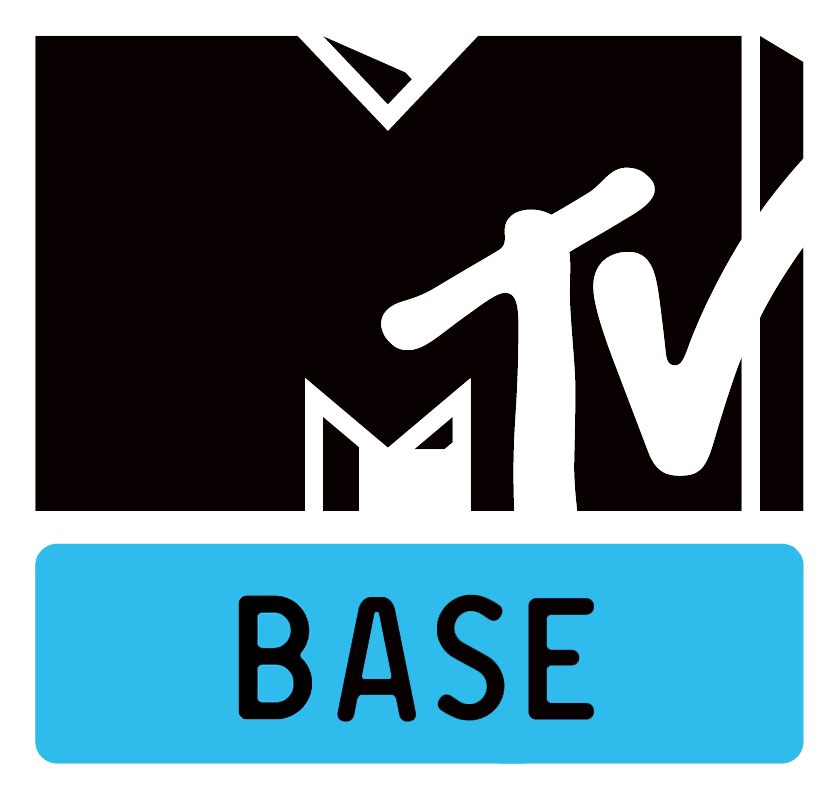
2011 – 2013
2013 – 2017
2017-2021
2021-2022